# Dekanat Inspektoratu Wsparcia Sił Zbrojnych
Dekanat Inspektoratu Wsparcia Sił Zbrojnych – jeden z 9 dekanatów Ordynariatu Polowego Wojska Polskiego.

## Parafie
W skład dekanatu wchodzi 15 parafii:
- parafia wojskowa św. Jerzego - Białystok
- parafia wojskowa Najświętszej Maryi Panny Królowej Pokoju - Bydgoszcz
- parafia cywilno-wojskowa Matki Odkupiciela - Gdańsk
- parafia wojskowa św. Jana Bosko - Głogów
- parafia wojskowa Miłosierdzia Bożego - Grupa-Osiedle
- parafia wojskowa św. Wojciecha i św. Stanisława Biskupa - Kalisz
- parafia wojskowa św. Jerzego - Łódź
- parafia wojskowa św. s. Faustyny Kowalskiej - Nisko
- parafia wojskowa św. Alberta Chmielowskiego - Opole
- parafia cywilno-wojskowa Najświętszej Maryi Panny Królowej Polski - Piła
- parafia wojskowa św. Ignacego Loyoli - Szczecinek
- parafia wojskowa św. Franciszka z Asyżu - Wałcz
- parafia wojskowa Krzyża Świętego - Żary